# Ike Gyokuran
Ike Gyokuran (池 玉瀾) (1727-1784), est une peintre, calligraphe et poétesse japonaise spécialisée en Bunjin-ga. Elle est célèbre à Kyoto de son vivant et elle demeure une artiste reconnue au Japon après son décès. 

## Biographie
Ses parents lui donnent le nom de naissance de Machi (町). Enfant, elle reçoit le nom d'artiste Gyokuran, probablement de son professeur de peinture Ki-en(1707-1758).  
Ike Gyokuran épouse l'artiste Ike no Taiga et devient connue sous son nom de femme mariée Ike Gyokuran. Elle est également connue sous le nom de Tokuyama Gyokuran. 

### Jeunesse et formation
Ike Gyokuran commence à apprendre la peinture très tôt auprès du célèbre peintre de lavis Yanagisa Kien, habitué du salon de thé de sa mère. C'est probablement lui qui la présente à un de ses étudiants, Ike no Taiga. 
Ike no Taiga enseigne à Ike Gyokuranle style de peinture du mouvement nanga une version japonaise d'un style chinois. La calligraphe lui apprend à son tour la poésie dans le style japonais waka, dans lequel elle est compétente. 

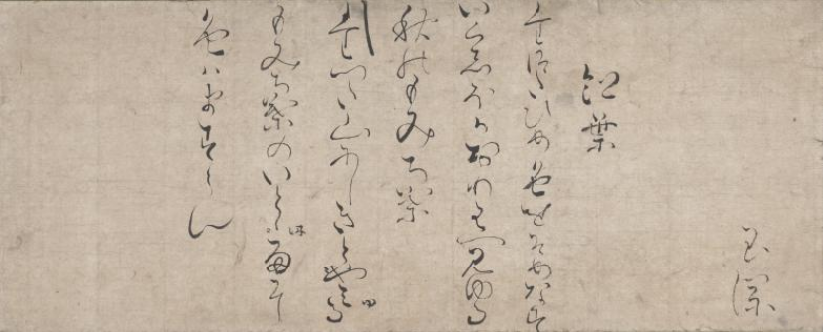
Deux poèmes d'automne, seconde moitié du XVIIIe siècle

Le couple est réputé pour son excentricité. Ils créent ensemble, s’influencent mutuellement, et jouent de la musique ensemble pour leurs loisirs, en tant qu’égal à égal, ce qui est assez inhabituel dans un pays où les femmes sont encore largement considérées comme inférieures aux hommes à l'époque. D'ailleurs, Ike Gyokuran ne s'est pas rasé les sourcils, comme c'était l'usage pour les femmes mariées. 

### Carrière

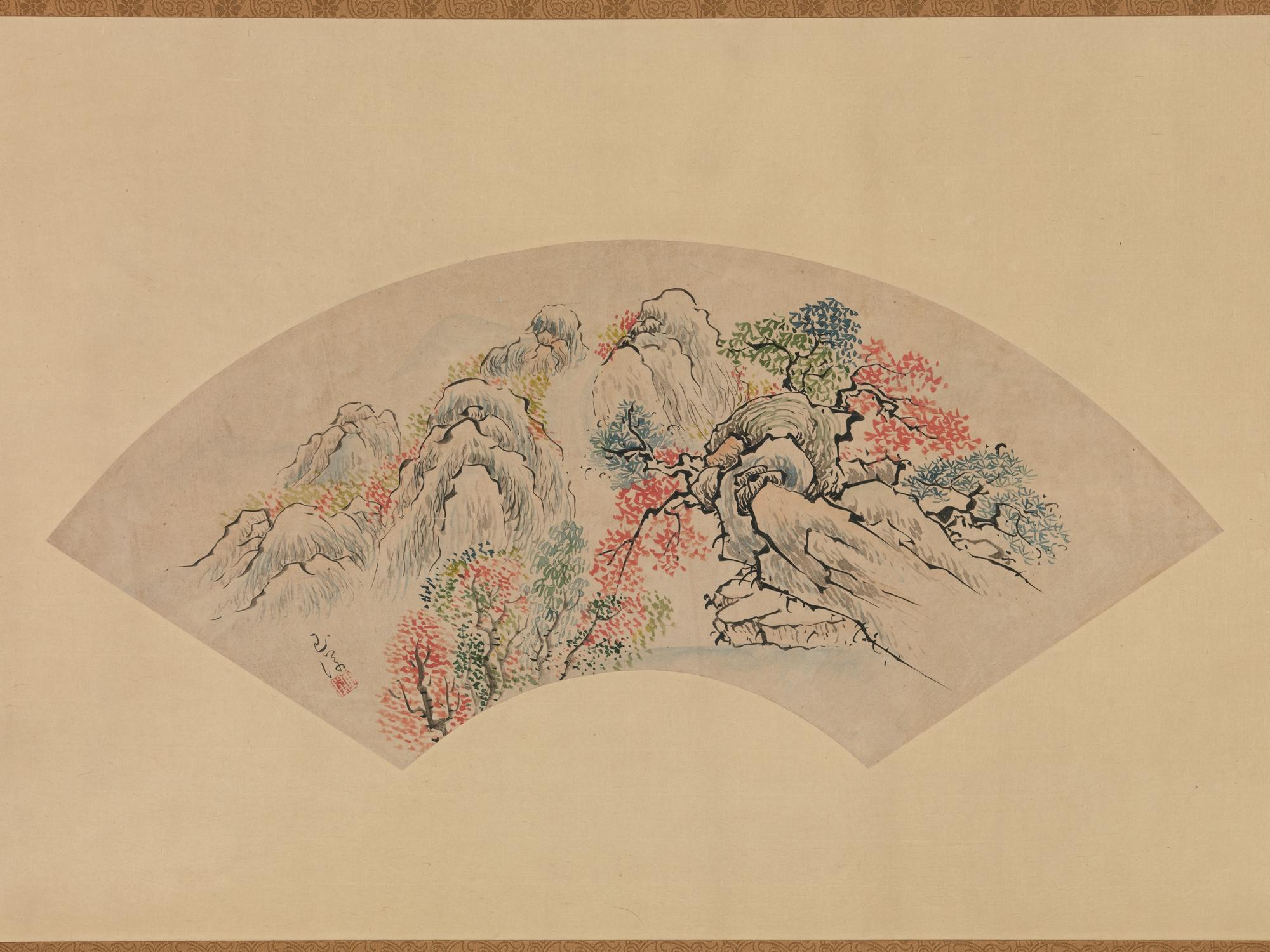
Ike Gyokuran, éventail monté comme un rouleau suspendu, encre et couleur sur papier, collection du Metropolitan Museum of Art

Ike Gyokuran peint des paravents et des portes coulissantes, des parchemins portables, des parchemins suspendus et des peintures en éventail. Elle a également souvent peint de petites scènes sur lesquelles elle a inscrit ses poèmes en calligraphie. Son œuvre Autumnal Landscape est conservée dans la collection du Metropolitan Museum of Art. 
"Au Japon, au XVIIIe siècle, il est extrêmement rare que les femmes soient des peintres", a déclaré Anne d'Harnoncourt, directrice du Philadelphia Museum of Art. Ike Gyokuran et son mari vivent avec peu d'argent dans un petit studio à côté du sanctuaire de Gion à Kyoto.

## Reconnaissance
En 1910, ses vers sont imprimés à côté d'une gravure sur bois du salon de thé de Matsuya au sanctuaire de Gion, dans le Gion sanjo kashū (recueil de poèmes des trois femmes de Gion). 
À l'occasion du Jidai Matsuri (Festival des âges), organisé chaque année à Kyoto, les jeunes femmes qui doivent se travestir  en personnalités féminines de l'histoire de la ville, se déguisent en Ike Gyokuran. 
En 2007, le Philadelphia Museum of Art consacre au couple une exposition rétrospective intitulée Ike Taiga and Tokuyama Gyokuran, Japanese Masters of the Brush. 